# Adolf de Man
Adolf de Man (Merzhausen, 8 oktober 1915 - ?) was een Duitse militair die na de Tweede Wereldoorlog in Nederland bij verstek tot een levenslange gevangenisstraf veroordeeld werd. Hij nam deel aan drie Silbertanne-moorden.

## Levensloop
De Man werd in Duitsland geboren, maar woonde voor de Tweede Wereldoorlog al in Nederland. Hij werkte als kranenmonteur. In juni 1940 meldde De Man zich aan bij de Waffen-SS. Hij vocht aan het Oostfront. De Man raakte ernstig gewond en werd in november 1942 eervol ontslagen.
In Nederland werd De Man toegevoegd aan het Sonderkommando Feldmeijer. Deze groep, onder bevel van Henk Feldmeijer, was in 1943 door Hanns Rauter in het leven geroepen. Sonderkommando Feldmeijer was verantwoordelijk voor het nemen van represailles tegen Nederlandse burgers na aanslagen door het verzet. Dit gebeurde onder de noemer Aktion Silbertanne. De Man begon nog aan de opleiding van de Nederlandse SS in Avegoor, maar hoefde die vanwege zijn lichamelijke handicap niet af te maken. Wel werd hij beoordeeld: De Man was langzaam, schoot slecht en had de neiging tot kritiseren.
De Man pleegde op 16 oktober 1943 de tweede Silbertanne-moord. Het slachtoffer was de landbouwer en grondbezitter Louis Dobbelmann. De aanslag was een vergelding voor het neerschieten van de Apeldoornse jodenjager Jannes Doppenberg door het verzet op 9 oktober. Doppenberg overleed op 20 oktober aan zijn verwonding. Het Arnhemse hoofd van de SD Arthur Thomsen gaf zijn rechterhand Arno Huhn opdracht de aanslag op Doppenberg te vergelden. Hij gaf een lijst met namen, waar Dobbelmann de eerste van was. Op 15 oktober reden Gerrit Jan Koopman, Huhn en De Man samen naar Apeldoorn. De Man was al eerder langs geweest en had zich voorgedaan als een onderduiker bij de moeder van Dobbelmann. Op de 15e was Dobbelmann echter niet aanwezig. Ook de tweede naam op de lijst, ene Kalf, was niet thuis. De volgende dag reden Huhn en De Man met chauffeur nogmaals naar Apeldoorn. Ditmaal was Dobbelmann wel thuis. De Man schoot hem bij de voordeur dood.
Anderhalf week later zaten Koopman en De Man achter de moord op de Wageningse arts Jan Boes. Boes was betrokken geweest bij de liquidatie van Cornelis Iprenburg. Deze verrader was na een eerdere mislukte aanslag door het Wageningse verzet met schotwonden opgenomen in het ziekenhuis. Boes stond in contact met het verzet en vertelde wanneer er weinig personeel in het ziekenhuis aanwezig was. Ook maakte hij een tekening van de kamer van Iprenburg. In de ochtend van 27 oktober 1944 werd Iprenburg door de verzetsman Henk Sijnja doodgeschoten. De SD vermoedde dat Boes betrokken was bij de aanslag. Hij werd opgeroepen voor verhoor in Arnhem door Huhn. Toen hij in de avond van 27 oktober terugkeerde werd hij voor de garage doodgeschoten door De Man en Koopmans.
De Man wordt ook verdacht van de moord op de Friese verzetsman Anje Lok op 20 mei 1944 in Ravenswoud. Historica Inger Schaap achtte het echter "onwaarschijnlijk" dat De Man betrokken was bij de moord. Op het moment van de aanslag was het Sonderkommanda Feldmeijer nog niet actief in de regio. Bovendien werden er bij voorkeur lokale SS'ers ingeschakeld bij Aktion Silbertanne.
Wel staat vast dat De Man samen met SS'ers Willem Polak en Bart Slop achter de moord op Josua Bromet, docent aan het Christelijk Lyceum, in Arnhem zat. De moord was een vergelding voor de liquidatie van het NSB-echtpaar Wunderink in Arnhem. Voordat het drietal Bromet bezocht gingen ze langs bij ene De Vries die boven aan de lijst stond. Zijn vrouw had argwaan en deed of De Vries niet thuis was. Wel deed ze de volgende dag aangifte bij de Sicherheitsdienst in Arnhem, met een nauwkeurige beschrijving van de drie mannen. Ze sprak met Thomsen die begreep dat hij de drie mannen niet meer kon inzetten. Het moest namelijk geheim blijven dat de Duitse bezetter achter de moorden zat.
Op Dolle Dinsdag vluchtte De Man samen met zijn vrouw en schoonmoeder naar Duitsland. In 1950 werd hij bij verstek tot levenslang veroordeeld. De Man zou volgens twee getuigen bij Berlijn zijn gesneuveld. Arno Huhn weigerde aanvankelijk getuigenverklaringen tegen een dode af te leggen. De journalist Jack Kooistra spoorde in 1980 De Man op. Hij woonde in Hegge in het zuiden van Duitsland en zou een beroerte hebben gehad.